# Mesochorus inflatus
Mesochorus inflatus är en stekelart som beskrevs av Dasch 1971. Mesochorus inflatus ingår i släktet Mesochorus och familjen brokparasitsteklar. Inga underarter finns listade i Catalogue of Life.